# 兖菏片
兖菏片是贺巍《中原官话分区（稿）》中所划分出来的中原官话分区之一。

## 分佈
山东省
濟寧市全境、菏泽市全境、临沂市（兰山区、罗庄区、河东区、蘭陵縣、费县、平邑县、临沭县、郯城县）、泰安市（宁阳县、东平县）、聊城市（阳谷县）、滕州市。
河南省
范县、台前县。

## 音系
本片大部分地区区分尖团音。临近商丘的地区shu(-)合併到f(与商阜片相似)。大運河兩岸多不區分平翹舌。

此外，该片区部分地区还存在bv[pf]、pf[pfʰ]、ng[ŋ]、th[θ]等普通话中没有的声母。

兖菏片诸方言调值对比：
| 地区 | 阴平    | 阳平  | 上声  | 去声    |
| ---- | ------- | ----- | ----- | ------- |
| 济宁 | 213/˨˩˧ | 52/˥˨ | 55/˥˥ | 312/˧˩˨ |
| 汶上 | 13/˩˧   | 42/˦˨ | 44/˦˦ | 312/˧˩˨ |
| 宁阳 | 13/˩˧   | 42/˦˨ | 55/˥˥ | 312/˧˩˨ |
| 东平 | 14/˩˦   | 53/˥˧ | 55/˥˥ | 312/˧˩˨ |
| 台前 | 13/˩˧   | 42/˦˨ | 55˥˥  | 312/˧˩˨ |
| 东明 | 113/˩˩˧ | 53/˥˧ | 55/˥˥ | 313/˧˩˧ |

## 参見
- 东平话
- 台前话
- 宁阳话
- 濟寧話